# CREDO
Cosmic-Ray Extremely Distributed Observatory (CREDO, Observatorio de rayos cósmicos extremadamente dispersos) es un proyecto científico iniciado a finales de agosto de 2016 por científicos polacos del Instituto de Física Nuclear PAS en Cracovia (científicos de la República Checa, Eslovaquia y Hungría también se unieron al proyecto) para detectar rayos cósmicos y buscar materia oscura. Su objetivo es involucrar a la mayor cantidad de gente posible en la construcción de un sistema mundial de detectores de rayos cósmicos. Gracias a sus sensores fotosensibles y módulo GPS, un teléfono inteligente funciona mejor como un detector que alcanza partículas del espacio.

## Objetivo
El objetivo principal de CREDO es la detección y el análisis de fenómenos de rayos cósmicos extendidos: cascadas atmosféricas extensas preliminares (del inglés: super-preshowers, acrónimo SPS), utilizando la infraestructura existente y nueva (observatorios de rayos cósmicos, detectores educativos, detectores individuales, etc.). La búsqueda de conjuntos de eventos de rayos cósmicos iniciados por SPS es aún un tema que no se ha tocado, en contraste con el análisis actual de vanguardia, que se centra en la detección de eventos de rayos cósmicos únicos. La explicación teórica de SPS podría darse dentro de escenarios clásicos (p. Ej., Interacción fotón-fotón) o exóticos (p. Ej., Decaimiento o aniquilación de materia oscura muy pesada), por lo que la detección de SPS proporcionaría una mejor comprensión de la física de partículas, la astrofísica de alta energía y cosmología. Los ensambles de rayos cósmicos se pueden clasificar en función de la extensión espacial y temporal de las partículas que constituyen el ensamble. Se predice que algunas clases de SPS tendrán una distribución espacial enorme, una firma única detectable solo con una instalación de tamaño global. Dado que el desarrollo y la puesta en marcha de una instalación completamente nueva con tales requisitos carece de justificación económica y consume mucho tiempo, los objetivos de análisis global se pueden lograr cuando todos los tipos de detectores existentes se fusionan en una red mundial. La idea de utilizar los instrumentos en funcionamiento se basa en un nuevo algoritmo de activación: en paralelo a la búsqueda de detectores de superficie vecinos que reciban la señal simultáneamente, sin embargo también se deben buscar estaciones aisladas espacialmente agrupadas en una pequeña ventana de tiempo. Por otro lado, la estrategia de CREDO también apunta a un compromiso activo de un gran número de participantes, que contribuirán al proyecto mediante el uso de dispositivos electrónicos comunes (por ejemplo, teléfonos inteligentes), capaces de detectar rayos cósmicos. Ayudará no solo a expandir la extensión geográfica de CREDO, sino también a administrar una gran mano de obra necesaria para un esquema de reconocimiento de patrones más eficiente para identificar y clasificar SPS. Una red mundial de detectores de rayos cósmicos no solo podría convertirse en una herramienta única para estudiar física fundamental, sino que también proporcionará una serie de otras oportunidades, incluidos estudios de clima espacial o geofísica. Entre estos últimos, uno puede enumerar el potencial para predecir terremotos al monitorear la tasa de eventos de rayos cósmicos de baja energía. La diversidad de objetivos nos motiva a anunciar este concepto en toda la comunidad de física de astropartículas.

## Implementación
En el caso de la modalidad de uso de teléfonos inteligentes, el usuario debe instalar una Aplicación móvil que convierta su teléfono en un detector de rayos cósmicos, conectarlo al cargador y organizarlo horizontalmente; por ejemplo, colóquelo sobre una mesa, gabinete o buró. También es importante que las cámaras del dispositivo estén bien cubiertas, por ejemplo con un trozo de cinta adhesiva negra, y las notificaciones indicadas por luces intermitentes deben estar apagadas. Si una partícula de radiación pasa a través de una matriz fotosensible en el teléfono, estimulará varios píxeles, lo que será registrado por el programa que envía información al servidor. Gracias al módulo GPS, también se conoce la hora y el lugar del evento.
Todos los datos de los teléfonos inteligentes se analizarán juntos en el Centro Académico de Computación Cyfronet AGH, que mantendrá a los participantes informados sobre el progreso de la búsqueda de señales de partículas de alta energía.
Hasta ahora en 2020 la aplicación aún se está en fase de prueba y es posible que no produzca los resultados esperados en algunos dispositivos móviles.

## Previsualización de los datos recopilados
Todos los rastros de partículas registrados por los teléfonos inteligentes se pueden ver en un sitio web asignado. Su tamaño y forma dependen del tipo y la energía de la partícula capturada y la dirección de la que proviene.
| Detecciones | Usuarios | Equipos | Date      |
| ----------- | -------- | ------- | --------- |
| 4,318,076   | 10,568   | 3398    | 2020 - 02 |